# Camellia azalea
Camellia azalea är en tvåhjärtbladig växtart som beskrevs av Chao Fen Wei. Camellia azalea ingår i släktet Camellia och familjen Theaceae. Inga underarter finns listade i Catalogue of Life.